# Sergia robusta
Espèce
Synonymes
- Robustosergia robusta (Smith, 1882) (préféré par NCBI)[2]
- Sergia robusta[2]

Sergia robusta est une espèce de crustacés décapodes de la famille des Sergestidae.